# 金河寺大殿
金河寺大殿，位于中国河北省石家庄市铜冶镇永壁小学，为石家庄市鹿泉市的一个省级文物保护单位，类型为古建筑，公布时间为2001年2月7日。
金河寺大殿的历史年代为明代。